# Stănești (Giurgiu)
Stăneşti é uma comuna romena localizada no distrito de Giurgiu, na região de Muntênia. A comuna possui uma área de 95.90 km² e sua população era de 2976 habitantes segundo o censo de 2007.